# George Smoot
George Fitzgerald Smoot III (Yukon, Florida, 1945. február 20. –) amerikai asztrofizikus és kozmológus.
2006-ban John C. Matherrel együtt fizikai Nobel-díjat kaptak „a kozmikus mikrohullámú háttérsugárzás feketetest jellegének és anizotrópiájának felfedezéséért”.  Ez a munka a COBE (Cosmic Background Explorer)-műhold segítségével segített megerősíteni az Ősrobbanás elméletét. A Nobel-díj-bizottság szerint „a COBE-projektet tekinthetjük a kozmológia mint precíziós tudomány kezdetének”.
A Kaliforniai Egyetem fizikaprofesszora. 2003-ban Einstein-érmet kapott.